# Kaliumtetrafluoroborat
Kaliumtetrafluoroborat ist eine chemische Verbindung, genauer das Kaliumsalz der Tetrafluorborsäure. Der korrekte wissenschaftliche Name nach der neuesten IUPAC-Nomenklatur lautet Kalium-tetrafluoridoborat.

## Gewinnung und Darstellung
Kaliumtetrafluoroborat kann durch Reaktion bzw. Neutralisation von Kaliumhydroxid oder Kaliumcarbonat mit der Tetrafluoridoborsäure gewonnen werden.
{\displaystyle {\ce {KOH + HBF4 -> K[BF_4] + H2O}}}
{\displaystyle {\ce {K2CO3 + 2HBF4 -> 2K[BF4] + H2O + CO2 ^}}}

## Eigenschaften
Kaliumtetrafluoroborat ist ein weißer geruchloser Feststoff, der in Wasser schwer löslich ist. Er zersetzt sich ab einer Temperatur über 530 °C, wobei Fluorwasserstoff, Bortrioxid, Kaliumoxid und Borfluorid entstehen.
Die Verbindung kristallisiert in der orthorhombischen Raumgruppe Pbnm (Raumgruppen-Nr. 62, Stellung 3) mit den Gitterkonstanten a = 7,03 Å, b = 8,674 Å und c = 5,496 Å. In einer Elementarzelle sind vier Formeleinheiten enthalten.

## Verwendung
Kaliumtetrafluoroborat wird als Lötmittel, Abdecksalz beim Schmelzen von Leichtmetall, Formsanden bei Aluminium- und Mangan-Schmelzen verwendet und ist in Phosphatierungsbädern enthalten.